# Metionin-tRNK ligaza
Metionin-tRNK ligaza (EC 6.1.1.10, metionil-tRNK sintetaza, metionil-transferna ribonukleinsko kiselinska sintetaza, metionil-transferna ribonukleatna sintetaza, metionil-transferna RNK sintetaza, metioninska translaza, MetRS) je enzim sa sistematskim imenom L-metionin:tRNKMet ligaza (formira AMP). Ovaj enzim katalizuje sledeću hemijsku reakciju
ATP + -metionin + tRNKMet {\displaystyle \rightleftharpoons } AMP + difosfat + L-metionil-tRNKMet
U organizmima koji formiraju N-formilmetionil-tRNKfMet za inicijaciju translacije, ovaj enzim takođe prepoznaje initiator tRNKfMet i katalizuje formiranje L-metionil-tRNKfMet.

## Literatura
- Nicholas C. Price; Lewis Stevens (1999). Fundamentals of Enzymology: The Cell and Molecular Biology of Catalytic Proteins (Third изд.). USA: Oxford University Press. ISBN 019850229X.
- Eric J. Toone (2006). Advances in Enzymology and Related Areas of Molecular Biology, Protein Evolution (Volume 75 изд.). Wiley-Interscience. ISBN 0471205036.
- Branden C; Tooze J. Introduction to Protein Structure. New York, NY: Garland Publishing. ISBN 0-8153-2305-0.
- Irwin H. Segel. Enzyme Kinetics: Behavior and Analysis of Rapid Equilibrium and Steady-State Enzyme Systems (Book 44 изд.). Wiley Classics Library. ISBN 0471303097.

## Spoljašnje veze
- Methionine---tRNA+ligase на 